# Eunice Sakala
Eunice Sakala (* 23. Mai 2002) ist eine sambische Fußballtorhüterin.

## Karriere

### Klub
Sie spielt derzeit für die Nkwazi Queens.

### Nationalmannschaft
Bei der sambischen A-Nationalmannschaft hatte sie ihr Debüt am 6. September 2022, wo sie bei der COSAFA Women’s Championship 2022 beim Spiel gegen Eswatini in der Startelf stand. Ein weiteres Spiel kam am 15. November 2022 bei einer 0:1-Freundschaftsspielniederlage gegen Kolumbien, wo sie zur 31. Minute für die verletzte Catherine Musonda eingewechselt wurde, dazu.
Am 3. Juli 2023 wurde sie für den Kader der Mannschaft bei der Weltmeisterschaft 2023 nominiert.